# Faisal 2. af Irak
Faisal 2. bin Ghazi bin Faisal al-Hashimi (arabisk: فيصل الثاني بن غازي بن فيصل  الهاشمي, tr. Fayṣal al-thānī bin Gâzî bin Fayṣal al-Hāshimī; 2. maj 1935 – 14. juli 1958) var den tredje og sidste konge af Irak fra 1939 indtil 1958, hvor han blev myrdet ved 14. juli revolutionen.
Faisal var søn af kong Ghazi 1. af Irak og blev konge, da faderen omkom i en bilulykke i 1939. Da han kun var tre år gammel, da han blev konge, blev hans fætter Abd al-Ilah regent af Irak indtil 1953. Fra februar 1958 var han overhoved for den kortvarige Hashimitiske Arabiske Føderation mellem Jordan og Irak, der blev dannet som reaktion på den Forenede Arabiske Republik mellem Egypten og Syrien.
Det irakiske kongehus var svagt, og Irak var bortset fra navnet en britisk koloni frem til invasionen af Suez i 1956. Den 14. juli 1958 tog en gruppe militære under ledelse af nationalisten Abd al-Karim Qassim og Abd al-Salam Arif magten ved et kup (kendt som 14. juli-revolutionen), afsatte og myrdede kong Faisal 2. og indførte republikken. Bagdadpagten, som regulerede Iraks alliance med Vesten, blev ophævet, og politiske forbindelser blev oprettede med Sovjetunionen.
Billedet af Faisal som 5-årig blev brugt af den belgiske tegner Hergé som inspiration til figuren Abdallah i tegneserien Tintins oplevelser.